# Gluviema migiurtina
Genre
Espèce
Gluviema migiurtina, unique représentant du genre Gluviema, est une espèce de solifuges de la famille des Galeodidae.

## Distribution
Cette espèce est endémique de Somalie. Elle se rencontre vers Bari.

## Description
La femelle holotype mesure 19,75 mm.

## Publication originale
- Caporiacco, 1937 : Scorpioni, Pedipalpi, Solifugi e Chernetidi di Somalia e Dancalia. Annali del Museo Civico di Storia Naturale di Genova, vol. 58, p. 135–149 (texte intégral).